# Wonpyeong-dong, Gumi
Wonpyeong-dong (koreanska: 원평동) är en stadsdel i staden Gumi i provinsen Norra Gyeongsang i den centrala delen av Sydkorea, 200 km sydost om huvudstaden Seoul.

## Indelning
Administrativt är Wonpyeong-dong indelat i:
| Namn    | Namn                 | Yta km² | Invånare 31 dec 2020 |
| ------- | -------------------- | ------- | -------------------- |
| 원평1동 | Wonpyeong 1(il)-dong | 1,82    | 3 864                |
| 원평2동 | Wonpyeong 2(i)-dong  | 0,92    | 3 241                |